# گابریل لیپمن
گابریل لیپمن (به فرانسوی: Gabriel Lippmann) (متولد ۱۶ اوت ۱۸۴۵ – درگذشته ۱۳ ژوئیه ۱۹۲۱) یک فیزیک‌دان و مخترع فرانسوی-لوکزامبورگی بود.
او به خاطر تلاش‌هایش در زمینه روش بازآفرینی رنگ در عکاسی بر اساس پدیده تداخل موفق به دریافت جایزه نوبل فیزیک در سال ۱۹۰۸ شد.

## منابع

موج ایستاده. نقاط قرمز گره های موج هستند